# 広東語版ウィキペディア
広東語版ウィキペディア（かんとんごばんウィキペディア、中国語: 粤文維基百科）は、ウィキメディア財団が運営するフリー百科事典「ウィキペディア」の広東語版である。 2006年3月25日に設立された。

## 概要
中国語における主要方言（独立した一言語であると分類する考え方もある）である広東語は、 広東省と広西チワン族自治区におけるリングワ・フランカであり、長らく英国やポルトガルの支配下にあり、現在は中華人民共和国の特別行政区である香港とマカオにおける公用語の一つでもある。広東語は、標準中国語である普通話と漢文を除いた、即ち中国において方言とされている言語の中で最も高度に発達した書体を有する。

## 名称
広東語における「ウィキペディア」の名称は投票により2006年4月に決定された。 既存の中国語版ウィキペディアと同様に、広東語ウィキペディアの名前は「Wiki百科事典」を意味する。「Wiki」は漢字で「維基」と表されるが、音訳されていると同時に、「対象を接続する紐または網」という原義を持つ「維」と「基礎、礎」の意味を持つ「基」を用いることで、「人類の基礎知識をつなぐ百科事典」という意味をも踏まえている。

### ISOコード
設立当初は、広東語のISOコードは存在せず、zh-yueドメインが使用されていた。しかし、Yueは広東語を普通話（北京語に近い）で表記したものであるため、一部の利用者はこれに否定的であったものの、zh-yueが最終的なドメイン名として選択された。
広東語のISOコードはyueである。現在のドメインの代わりにISOコードを使用することがウィキメディアへの提案として提出されたものの、現時点ではこの変更を実装するための措置は取られていない。

## コミュニティ
2025年3月20日時点で、広東語版ウィキペディアには2,244,623編集、 143,961以上の記事があるほか、290,120人の登録ユーザーがおり、そのうち12人が管理者である。

## 字体
広東語は、 繁体字と簡体字という2つの異なる字体で表記される。 前者は主に香港やマカオで用いられるもので、広東語版ウィキペディアでは繁体字を採用している。これは、広東語版ウィキペディアが設立された時の参加者のほとんどが香港居住者であったことに由来する。 しかし、これは後に簡体字で広東語を表記する大陸の広東語話者の不満につながった。この問題を解決するために、JavaScriptコンバーターが作成され、現在では簡体字での表示が可能となっている。

## その他の中国語版ウィキペディア
広東語版ウィキペディアは中国語族に属するウィキペディアの中で3番目の規模を誇る。
- 中国語ウィキペディア（標準中国語に基づく）
- 漢文版ウィキペディア
- 閩南語版ウィキペディア
- 閩東語版ウィキペディア
- 贛語版ウィキペディア
- 上海語版ウィキペディア
- 客家語版ウィキペディア